# Miknasa
Miknasa (Tamazight: Imeknassen) is een Zenata Berberstam in Marokko en het westen van Algerije. Hun oorspronkelijk leefgebied lag in Tripolitanië en Zuid-Tunesië. In pre-islamitische tijden migreerden zij naar het huidige Marokko en Algerije.

## Geschiedenis
In 710 namen leden van deze stam deel aan de verovering van Spanje onder leiding van Tariq ibn Zijad, waar zij zich vestigden ten noorden van Córdoba en in de 11e eeuw de Aftasiden-dynastie in Badajoz stichtten. Verschillende plaatsen in de Maghreb en Spanje zijn naar hen vernoemd: Meknes in Noord-Marokko en Mequinenza in Noordoost-Spanje.
Een ander deel van de stam sloot zich aan bij de Grote Berberopstand tegen de Ommayaden (739-742), adopteerde het Kharidjisme en stichtten het Midrar-koninkrijk van Sijilmasa. Als gevolg van haar cruciale positie in de trans-Saharaanse handel, vergaarde de stad en koninkrijk enorme rijkdommen. De stad zou uitgroeien tot een van de rijkste steden van islamitische wereld en kon daardoor bijna drie eeuwen haar onafhankelijkheid veilig weten te stellen. Met de opkomst Maghrawaden tegen het einde van de 10e eeuw kwam de stad in handen van een andere Berberstam.
Een ander deel van de Miknasa was geallieerd met de Fatimiden in hun strijd tegen de Omayyaden van Cordoba. Ze konden in 909 de Perzische Rustamiden-dynastie uit Algerije verdrijven.